# Huilbeek
De Huilbeek is een beek bij Beesel in de gemeente Beesel in Nederlands Limburg en ligt in het stroomgebied van de Maas. 

## Ligging
De beek ontspringt in het Beesels Broek tussen Beesel en Swalmen, een gebied waar ook de Teutebeek ontspringt. De beek stroomt eerst in noordelijke richting. Bij Bussereind komt de beek langs de Beeselse Schans, waarvan de beek vroeger de gracht voedde, en draait de loop van de beek in noordwestelijke richting. Bij het dorp Beesel loopt de beek langs het Kasteel Nieuwenbroeck waar het water van de beek de slotgracht voedt. Het dorp wordt door de beek in twee delen gesplitst. Na het dorp buigt de beek af in noordelijke richting om ten westen van de Lommerbergen uit te monden in de Maas.